# هیتاچی مارو
هیتاچی مارو (به انگلیسی: Hitachi Maru) یک کشتی بود که طول آن ۱۳۵٫۶ متر (۴۴۴٫۹ فوت) بود. این کشتی در سال ۱۸۹۸ ساخته شد.